# نام‌گذاری بریدن آلت تناسلی زنان از دیدگاه مردم‌شناسان
این مقاله به نامگذاری رسم بریدن آلت تناسلی زنان از دیدگاه مردم‌شناسان می‌پردازد.
به‌طور سنتی مردم‌شناسی به مطالعه و شناخت آداب و درک علل رفتارهای انسان‌ها و نه بررسی ارزشی و محکوم کردن آن می‌پردازند. هر چند در مواردی استثنا مانند آپارتاید در آفریقای جنوبی مردم‌شناسان موضعی مشخص داشته‌اند اما موضعی مشخص در مورد وقایعی حتی مانند ناقص‌سازی جنسی زنان، مراسم ساتی، نسل کشی رواندا، یا در مورد درگیری‌های مسلمانان و هندوها در هند نگرفته‌اند یا حتی هنگام تهیه اعلامیه جهانی حقوق بشر در سال ۱۹۴۷ رهبران انجمن مردم‌شناسی آمریکا از آن کناره‌گیری کردند. در مردم‌شناسی جنسیت، ختنه زنان عملی وحشیانه و مصداقی از خشونت آشکار (در برابر خشونت پنهان) تلقی می‌شود. برخی از مردم‌شناسان با اشاره به نیاز برای داشتن حساسیت فرهنگی و آگاهی نسبت به تفاوت‌های فرهنگی، تأثیر معکوس انتقادات غربیان و موضع‌گیری دفاعی فرهنگ‌های بومی، و مصداق امپریالیسم فرهنگی بودن قضاوت اخلاقی منفی غربیان، بر احترام به عقاید و سنن فرهنگ‌ها تأکید می‌کنند. این رویکرد کناره‌گیر، امروزه مورد چالش می‌باشد. خصوصاً توسط فعالان حقوق بشر،  مخالفان نسبی‌گرایی فرهنگی مخالف چنین دیدگاهی هستند. همچنین چنین دیدگاهی، مشکل بغرنجی برای مردم‌شناسان فمینیست ایجاد کرده‌است. چنانچه امروزه در یک سر طیف مردم‌شناسانی هستند که بشدت با بریدن آلت تناسلی زنان مخالفت کرده و منسوخ کردن آن را خواهان هستند، و در سر دیگر طیف مردم‌شناسانی که نقد این رسم را در بهترین حالت گمراهی، و در بدترین حالت نژادپرستی در نظر می‌گیرند.

## دیدگاه مردم‌شناسان
مردم‌شناسان اصرار زیادی بر احترام به عقاید و سنن فرهنگ‌هایی که بریدن آلت تناسلی زنان در میانشان مرسوم است ندارند. از جمله دلایل آن‌ها می‌توان به سه موارد فوق اشاره کرد: ۱) نیاز برای داشتن حساسیت فرهنگی، و نیاز برای آگاهی نسبت به تفاوت‌های فرهنگی ۲) اینکه به صورت عملی هرگونه نقد از سمت غربیان تنها باعث موضع‌گیری دفاعی فرهنگ‌هایی می‌شود که نسبت به دخالت‌های غربیان دیدی منفی دارند ۳) هرگونه قضاوت اخلاقی منفی غربیان مصداق امپریالیسم فرهنگی غرب می‌باشد. این مردم‌شناسان الفاظی مانند «مثله کردن جنسی زنان» را رد کرده و به جای آن لغات کمتر آتش‌افروزی مانند «جراحی سنتی زنان» را پیشنهاد می‌کنند زیرا به عقیده آن‌ها «آسیب بسیار زیادی از انتخاب ناصحیح لغات ممکن است وارد شود». آن‌ها صحبتی از حقوق نمی‌کنند زیرا معتقدند فعالانی که از درون فرهنگ‌ها با این رسم مقابله می‌کنند غالباً آن را از طریق توضیح مضرات پزشکی به انجام می‌رسانند تا اینکه صحبت از نقض حقوق زنان کردن آن‌ها کارساز شود. همچنین راه مقابله با این موضوع از درون فرهنگ و به صورت بومی می‌باشد.
مسئله بریدن آلت تناسلی زنان مشکل بغرنجی برای مردم‌شناسان فمینیست ایجاد کرده‌است زیرا از یک طرف به عنوان سنتی در مردم‌شناسی از آن‌ها انتظار می‌رود که هنگام بحث و توصیف از گزاره‌های ارزشی و اخلاقی اجتناب کنند، ولی از طرف دیگر به عنوان فمینیست آن‌ها معتقدند که این رسم که هم میلیون‌ها زن را از لذت جنسی محروم می‌کند و هم برای سلامتی زنان خطرناک است، غلط می‌باشد. جهت مقابله با این موضوع بغرنج برخی پیشنهاد داده‌اند که زبانی که پزشکان عمومی استفاده می‌کنند که در آن صحبت از «ریشه‌کنی» این رسم می‌کنند رد شده چراکه به عقیده آن‌ها «استفاده از لفظ ریشه‌کنی در مورد بیماری‌ها مناسب است، و نه آداب و رسوم یک فرهنگ» می‌باشد.
محقق روت مکلین در کتاب خود در نقد نسبی‌گرایی فرهنگی به انتقاد از این مردم‌شناسان نیز پرداخته‌است که برخی از استدلالات آن به شرح زیر است:
- اگر قرار است ما به فرهنگ‌ها احترام بگذاریم آیا باید نسبت به پاکسازی قومی در بوسنی، زنده‌به‌گور کردن دختران در هند و چین نیز احترام بگذاریم؟
- اصرار بر خالی کردن زبان از هرگونه کلمه اخلاقی عملاً موفقیت حاصل نمی‌کند زیرا بدون زبان اخلاقی، قضاوت‌های اخلاقی وجود نخواهد داشت و این به معنی این است که هیچ راهی برای توجیه جنبش‌های اصلاحی وجود نخواهد داشت.
- اگر چه لفظ مثله کردن غیر خنثی است و بار اخلاقی خشنی دارد، ولی عجیب است که مردم‌شناسان لفظ جراحی را پیشنهاد می‌کنند که در واقع بار معنایی مثبتی دارد و به همان اندازه غیرخنثی است.
- مردم‌شناسان عموماً بحث را با توصیه کردن حمایت از کسانی که از درون یک فرهنگ سعی در منسوخ کردن بریدن آلت تناسلی زنان دارند تمام می‌کنند. در حالی که نتیجه منطقی احترام گذاشتن به فرهنگ، حمایت از فعالانی که می‌خواهند آن را منسوخ کنند نیست، بلکه حمایت از فعالانی است که می‌خواهند انجام آن را در دست پزشکان خبره‌ای بسپارند که با بهداشتی کردن آن اثرات منفی کوتاه مدت، دراز مدت، و درد ناشی از آن را به حداقل برسانند.
- برخی از مردم‌شناسان صحبت از «حق خودتصمیم‌گیری فرهنگی» می‌کنند در حالی که موضع آن‌ها از این جهت تناقض‌آمیز است که بسیاری از غیر غربیان مفهوم «حق» را مفهومی غربی می‌دانند. پس چرا آن دسته از مردم‌شناسان مجاز هستند که از این مفهوم استفاده کنند؟ در پاسخ به استدلال یک مردم‌شناس که می‌گوید ظهور این حق به دلیل ظلم‌هایی که در دوران استعمار و امپریالیسم فرهنگی رفته و بنابراین حق قابل دفاعی است، روت مکلین می‌گوید شاید این‌گونه باشد ولی آن زنانی که در درون فرهنگ هستند نیز دارای حقوقی می‌باشند و باید از سال‌ها سرکوب شدن زیر سلطه فرهنگ پدر سالار رهایی یابند.